# 三春パーキングエリア
三春パーキングエリア（みはるパーキングエリア）は、福島県田村郡三春町にある磐越自動車道のパーキングエリア。

## 施設

### 上り線（いわき方面）
- 駐車場
  - 大型12台
  - 小型12台
- トイレ
  - 男性 大2（和式1・洋式1）・小5
  - 女性 8（和式3・洋式5）
    - 同伴の男児用 1

  - 車椅子用 1
- 自動販売機

### 下り線（郡山・新潟中央方面）
- 駐車場
  - 大型12台
  - 小型12台
- トイレ
  - 男性 大2（和式1・洋式1）・小5
  - 女性 8（和式3・洋式5）
    - 同伴の男児用 1

  - 車椅子用 1
- 自動販売機

## 隣
E49 磐越自動車道
(3) 船引三春IC - 三春PA - (3-1) 郡山東IC - (18-1) 郡山JCT